# Военно-морские силы Таиланда

Флаг Королевских ВМС Таиланда

Военно-морские силы Таиланда (тайск. กองทัพเรือไทย) — вид вооружённых сил Королевства Таиланд.
В основном включают в себя военно-морской флот, морскую авиацию, морскую пехоту, части и подразделения специального назначения.
В рамках военного сотрудничества заключены договора о взаимной военной помощи на море и проведении совместных военно-морских учений и манёвров с США, Сингапуром, Малайзией, Индонезией, Брунеем и Филиппинами.
Военно-морские силы имеют три военно-морских командования (NAC), разделенные по зонам ответственности: Северный Сиамский залив (Первое командование), южный Сиамский залив (Второе командование) и Андаманское море (третье командование). Флот также имеет на своем авианосце «Чакри Нарубет» два авиакрыла и одно лётно-техническое подразделение.

## История

### Средние века
См. статьи Сукхотаи (царство) и Аютия (государство)
Военная история Таиланда охватывает 1000 лет вооруженной борьбы, от войн за независимость от Кхмерской империи до борьбы с ее региональными соперниками, Бирмой и Вьетнамом, а также периодов конфликта с Великобританией и Францией в колониальную эпоху.
Военно-морская часть армии состояла в основном из речных военных кораблей, задачей которых было контролировать реку Чаупхрая и защищать корабли, перевозящие сухопутную армию к месту боя. Боевые корабли имели на борту до 30 матросов вооруженных мушкетами, большое количество гребцов и передние 6- или 12-фунтовые пушки или вообще не имели орудий.

## Организационный состав

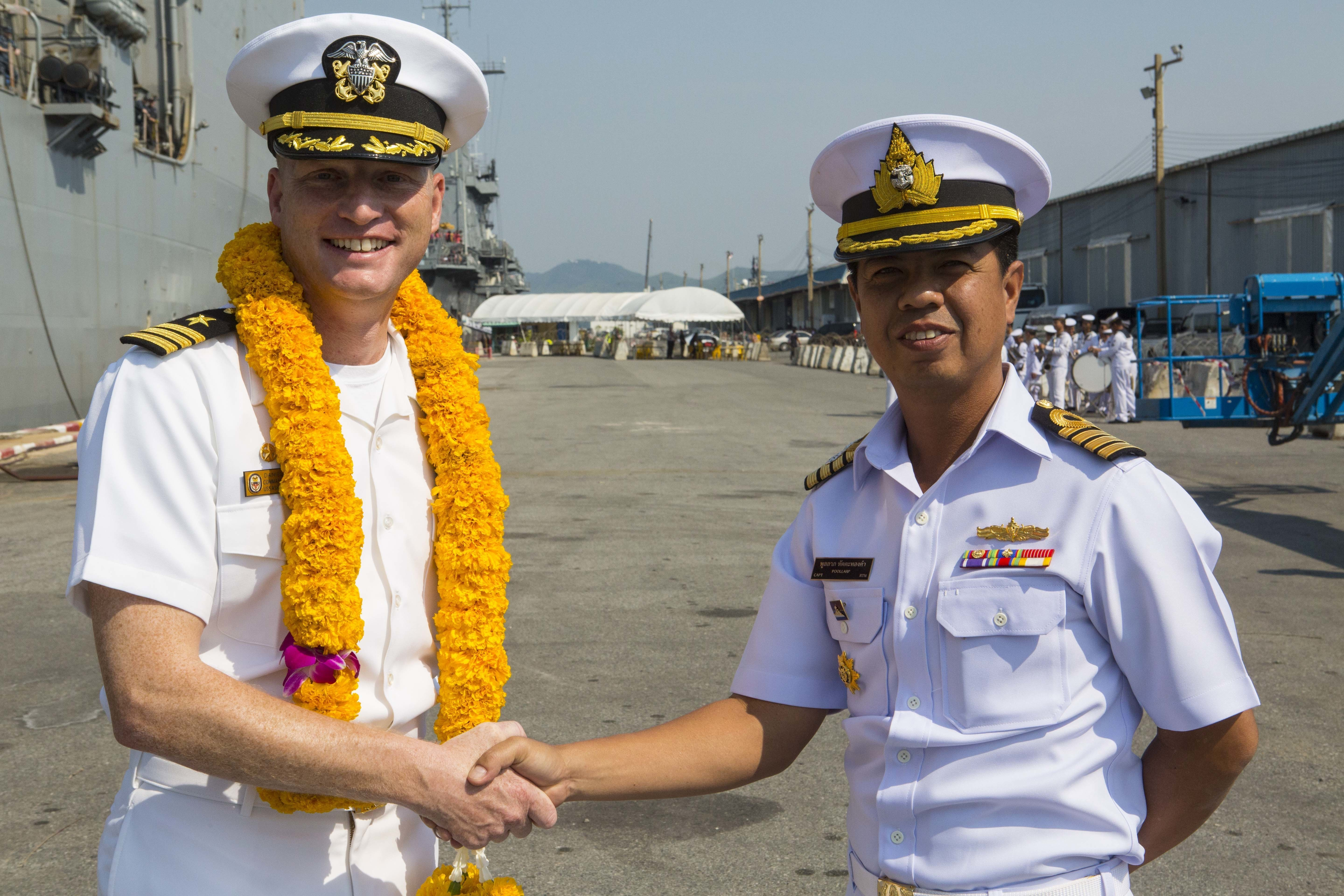
Морские офицеры США и Таиланда на базе Саттахип в Паттайе

Территориальные воды разделены на три участка ответственности с тремя штабами.
- 1-я зона (северная часть Сиамского залива)
- 2-я зона (южная часть Сиамского залива)
- 3-я зона (западная акватория Таиланда в Андаманском море Индийского Океана)

Морская авиация имеет два командования.
- 1-я зона — Утапао
- 2-я зона — Сонгкхла

## Боевой состав

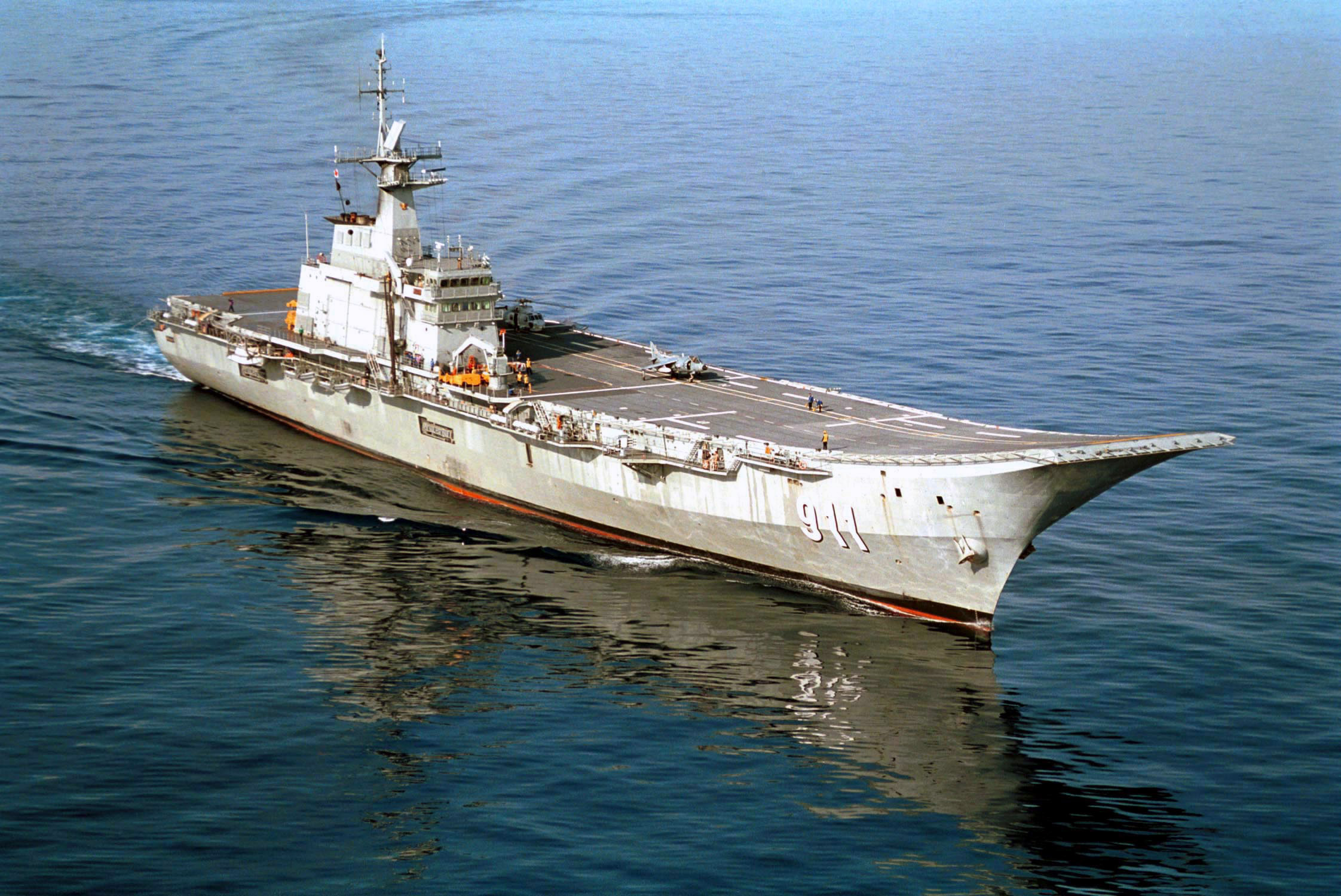
авианосец «Чакри Нарубет»

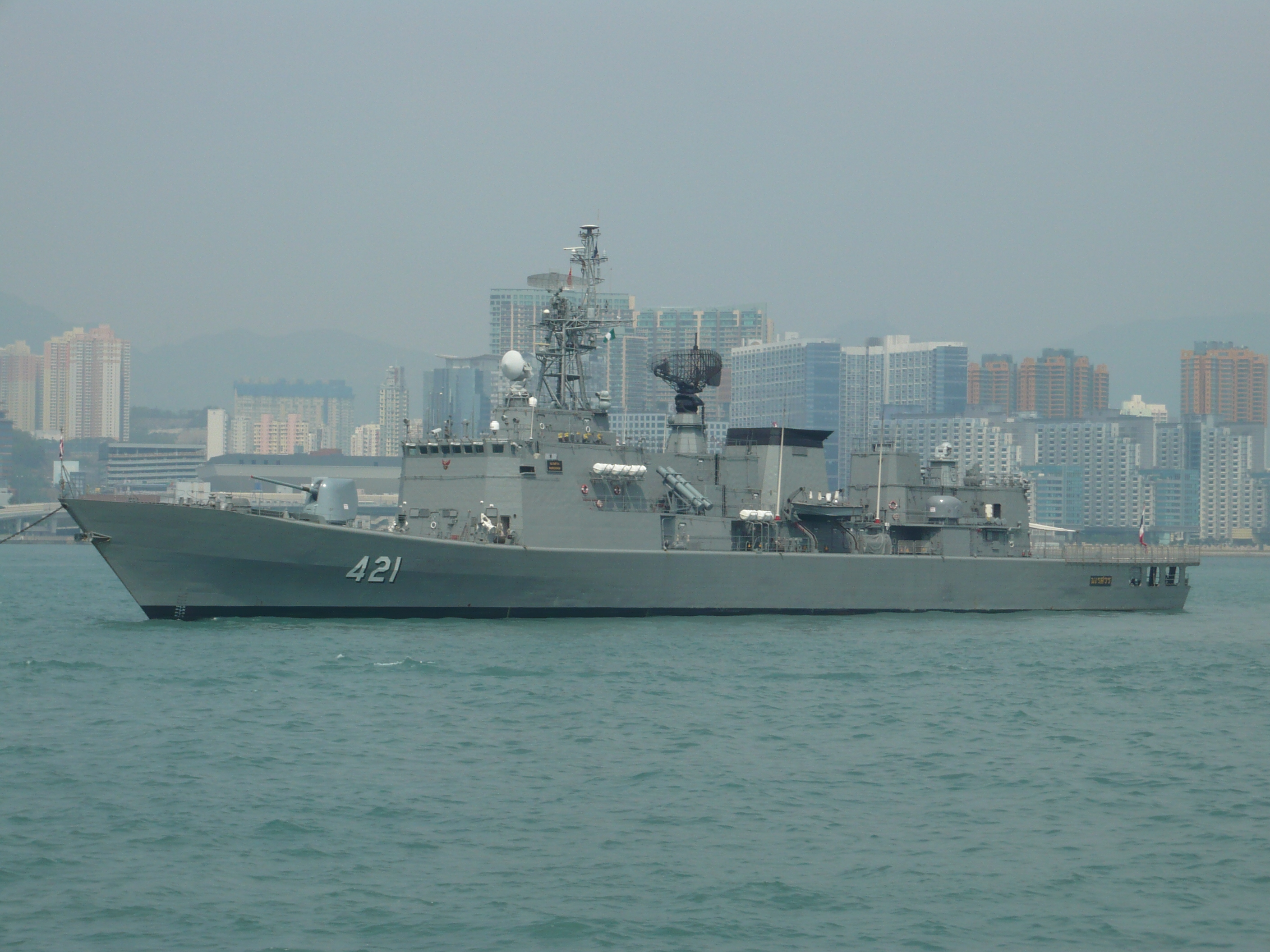
фрегат «Наресуан»

### Военно-морской флот
| Тип                            | Бортовой номер | Наименование                  | В составе флота | Состояние | Примечания                            |
| Авианосцы                      | Авианосцы      | Авианосцы                     | Авианосцы       | Авианосцы | Авианосцы                             |
| ------------------------------ | -------------- | ----------------------------- | --------------- | --------- | ------------------------------------- |
| авианосец типа «Чакри Нарубет» | 911            | «Чакри Нарубет»               | 2009            | в строю   | Прошёл модернизацию в 2015 году       |
| Фрегаты                        |                |                               |                 |           |                                       |
| фрегат типа «Наресуан»         | 421            | «Наресуан»                    | 15.12.1994      | в строю   |                                       |
| фрегат типа «Наресуан»         | 422            | «Таксин»                      | 28.09.1995      | в строю   |                                       |
| фрегат типа «Нокс»             | '              | «F-462 Phuttaloetla Naphalai» | 1998            | в строю   | заложен в 1969. БывшийFF1077 "Ouelle" |
| Десантные корабли              |                |                               |                 |           |                                       |
| УДК типа «Циньчэньшань» (071)  | LPD-792        | «Чанг»                        | 2023            | в строю   |                                       |
| ДВКД типа «Эндюранс»           | LPD-791        | «Ангтхонг»                    | 2011            | в строю   |                                       |

## Техника и вооружение

### Морская авиация
| Тип           | Производство              | Назначение               | Количество | Примечания |
| Самолёты      | Самолёты                  | Самолёты                 | Самолёты   | Самолёты   |
| Вертолёты     | Вертолёты                 | Вертолёты                | Вертолёты  | Вертолёты  |
| Sea King      | Великобритания США Канада | противолодочный вертолёт | нет данных |            |
| Westland Lynx | Великобритания            | многоцелевой вертолёт    | нет данных |            |
| ------------- | ------------------------- | ------------------------ | ---------- | ---------- |

### Морская пехота
| Тип          | Производство | Назначение   | Количество   | Примечания   |              |
| Бронетехника | Бронетехника | Бронетехника | Бронетехника | Бронетехника | Бронетехника |
| Артиллерия   | Артиллерия   | Артиллерия   | Артиллерия   | Артиллерия   | Артиллерия   |
| ------------ | ------------ | ------------ | ------------ | ------------ | ------------ |

## Флаги кораблей и судов
| Флаг | Гюйс | Вымпел боевых кораблей |
| ---- | ---- | ---------------------- |
|      |      | нет данных             |